# Chelyocarpus chuco
Chelyocarpus chuco är en enhjärtbladig växtart som först beskrevs av Carl Friedrich Philipp von Martius, och fick sitt nu gällande namn av Harold Emery Moore. Chelyocarpus chuco ingår i släktet Chelyocarpus och familjen Arecaceae. Inga underarter finns listade i Catalogue of Life.